# Limacina retroversa
Limacina retroversa är en snäckart som först beskrevs av Fleming 1823.  Limacina retroversa ingår i släktet Limacina och familjen Limacinidae. Arten är reproducerande i Sverige. Inga underarter finns listade i Catalogue of Life.